# Opération bit à bit
En logique, une opération bit à bit est un calcul manipulant les données directement au niveau des bits, selon une arithmétique booléenne. Elles sont utiles dès qu'il s'agit de manipuler les données à bas niveau : codages, couches basses du réseau (par exemple TCP/IP), cryptographie, où elles permettent également les opérations sur les corps finis de caractéristique 2.
Les opérations bit à bit courantes comprennent des opérations logiques bit par bit et des opérations de décalage des bits, vers la droite ou vers la gauche. 

## Opérateurs
Les opérateurs élémentaires sont des opérations binaires réalisées simultanément sur l'ensemble des bits d'un mot de manière indépendante. Ainsi, la valeur du bit de rang n dans le résultat ne dépend que des valeurs des bits de même rang dans les opérandes d'entrée.

### NOT
Représente la négation logique, le complément d'une expression. Chaque bit est inversé.
Par exemple, sur 4 bits, NOT 7 = 8 :
```
NOT 0111
  = 1000
```

### AND
Le et logique de deux expressions.
Ex : 5 AND 3 = 1 :
```
    0101
AND 0011
  = 0001
```

### OR
Le ou logique de deux expressions.
Ex : 5 OR 3 = 7 :
```
   0101
OR 0011
 = 0111
```

### XOR
Le ou exclusif de deux expressions.
Ex : 5 XOR 3 = 6 :
```
    0101
XOR 0011
  = 0110
```

## Décalages de bit
Tout comme en base décimale un décalage à gauche représente une multiplication par 10, en base binaire, un décalage à gauche correspond à une multiplication par 2. A contrario, le décalage à droite représente une division dans les mêmes proportions.

### Décalage logique
Un décalage logique consiste à supprimer un bit d'un côté du vecteur pour le remplacer par un zéro de l'autre côté.

#### Décalage à gauche
```
   00010111 (+23) LEFT-SHIFT
=  00101110 (+46)
```

Décalage de bit à gauche.

On note que sur une architecture de taille figée, le bit de poids fort peut être perdu (dépassement de capacité), et donc le résultat incorrect si l'on souhaitait réaliser une multiplication par deux. De plus, si le complément à deux est utilisé pour représenter les nombres négatifs, le bit de signe peut être altéré, donnant un résultat de signe opposé à l'opérande :
```
   10110111 (-73) LEFT-SHIFT
=  01101110 (+110)
```

#### Décalage à droite
Le décalage à droite représente une division entière par 2. Si le bit de poids faible est à 1, c'est-à-dire que le nombre est impair, celui-ci sera perdu, conformément au principe de la division entière dans laquelle il ne peut pas y avoir de partie fractionnaire.

Décalage de bit à droite.

```
   00010111 (+23) RIGHT-SHIFT
=  00001011 (+11)
```

### Décalage arithmétique
Un décalage arithmétique prend en compte le bit de signe lors d'un décalage à droite pour permettre un calcul correct pour la division par deux sur les nombres négatifs codés en complément à 2. Ainsi, un décalage arithmétique à droite d'un nombre commençant par le bit 0 (nombre positif) se comportera comme un décalage logique, tandis que pour un nombre commençant par le bit 1 (nombre négatif), on insèrera un 1 au lieu du 0. Le décalage à gauche se comporte comme un décalage logique. On aura ainsi le comportement suivant :
```
   00110111 (+55) RIGHT-SHIFT
=  00011011 (+27)
```

```
   10111010 (-70) RIGHT-SHIFT
=  11011101 (-35)
```

## Articles liés
- Manipulation de bits
- Système binaire
- Masquage
- Barrel shifter